# Vaalwater

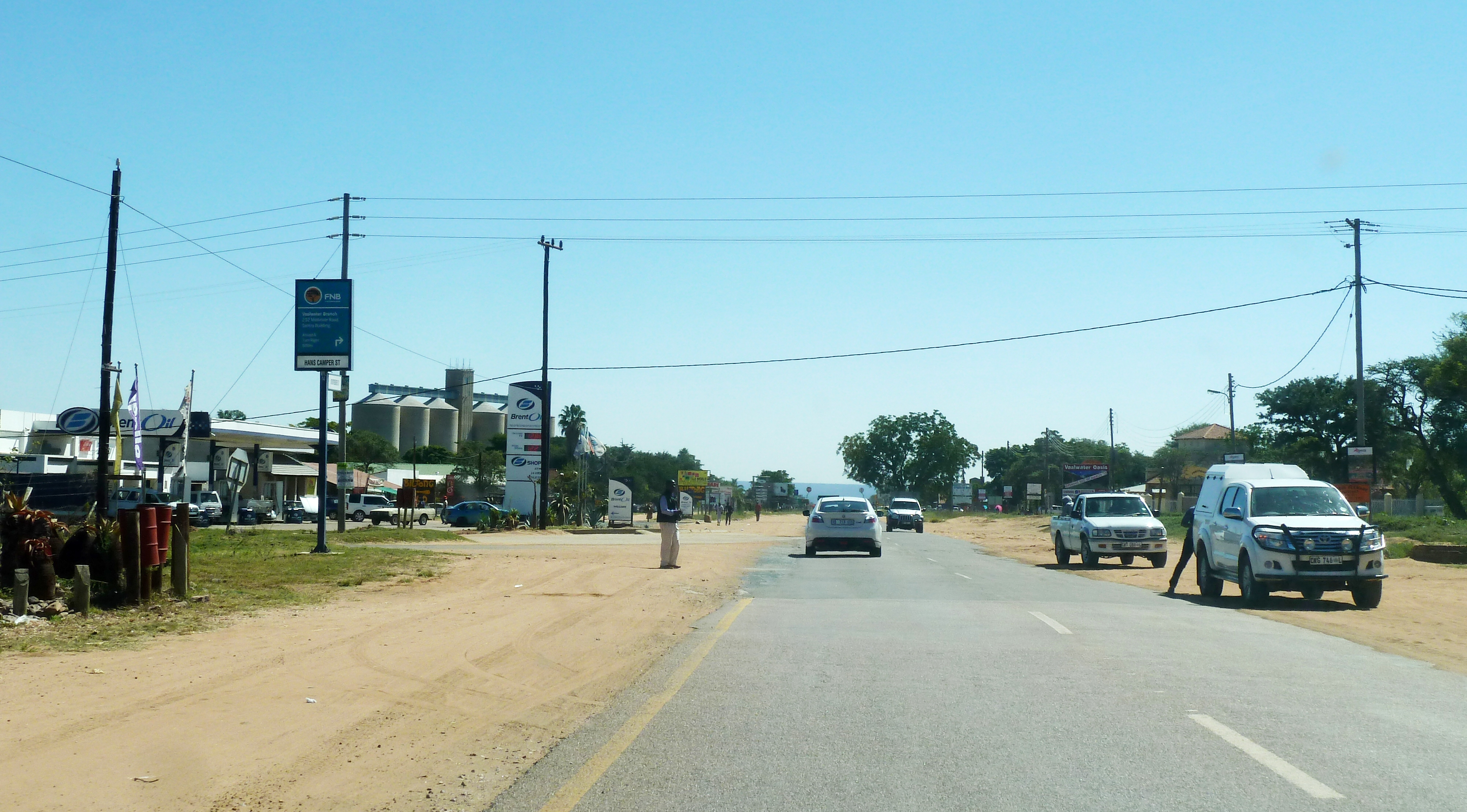
R517, Vaalwater

Vaalwater este un oraș din Africa de Sud.